# Alessandro Cagliostro
Contele Alessandro di Cagliostro (2 iunie 1743 – 26 august 1795) a fost pseudonimul ocultistului Giuseppe Balsamo (sau Joseph Balsamo), un aventurier italian.